# 圖旺公墓
圖旺公墓（英語：Toowong Cemetery，全稱：The Brisbane General Cemetery）是一座位於澳大利亞布里斯班圖旺的公墓，始建於1866年，1875年對外開放。它是昆士蘭地區最大的公墓。

## 歷史

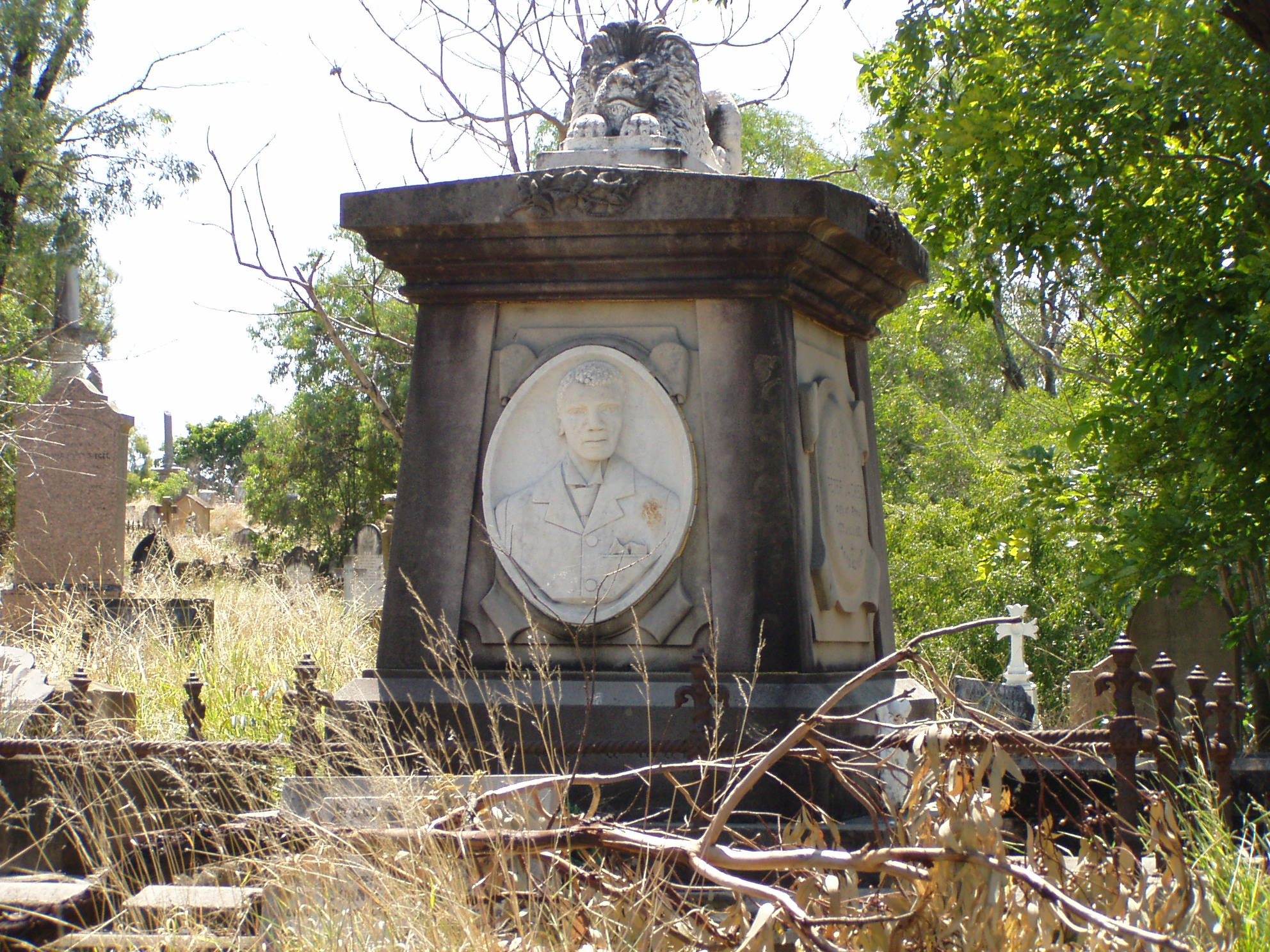
彼德·傑克遜墳墓上的紀念碑，墓誌銘為：“This was a man”（這是一個男人）

布里斯班最早的公墓是帕丁頓公墓，隨著布里斯班的城市擴張，這座公墓逐漸被居民區環繞，並且也開始不敷使用了。
1861年，在圖旺劃出了200英畝（0.81平方）的土地用於興建一座新的公墓。1870年，因為原地點不合適，以包括威廉·佩蒂格魯和約翰·皮特里（主席）在內的當時的一些知名人士為信託人，成立了公墓信託，并尋找新的地點作為建造墓地。昆士蘭第二任總督，薩繆爾·布萊科爾上校支持也建立一個新的公墓，并在病中指定新公墓為自己的埋葬地點。1871年2月3日，他得償所願。儘管如此，信託人們並沒有停止新地點的尋找，不過最終其計劃失敗，墓地還是選在了原址。1975年，爲了建造新公墓，圖旺的許多損毀的和被遺忘的墓被移走了，據估計其數目約有1,000個。
1992年10月21日，公墓內的和平神廟被列入昆士蘭遺產名錄。
2002年12月31日，公墓本身也被列入昆士蘭遺產名錄。

## 葬于此地者
此地埋葬著包括亞瑟·亨特·帕爾默和博伊德·鄧洛普·莫爾黑德等人在內的至少12位昆士蘭州總理，以及：
- 薩繆爾·布萊科爾，昆士蘭第二任總督
- 安東尼·馬斯格雷夫，昆士蘭第六任總督
- 弗蘭克·福德，第15任澳大利亞總理
- 查理斯·李尼，昆士蘭州總理，首席法官
- 薩繆爾·格里菲斯，昆士蘭州總理，首席法官，澳大利亞憲法起草人
- 斯蒂爾·拉德，澳大利亞作家
- 珀西·麥克唐納，澳大利亞國家板球隊隊長
- 查理斯·西菲，探險家，獲維多利亞十字勳章
- 彼得·傑克遜，拳擊手
- 奧古斯都·格雷戈里，探險家
- 艾瑪·米勒，婦女參政權論者
- 查理斯·沃爾特·德·維斯，英國動物學家，鳥類學家
- 约翰内斯·克里斯蒂安·布伦尼克，澳大利亚农业化学家

### 開膛手傑克

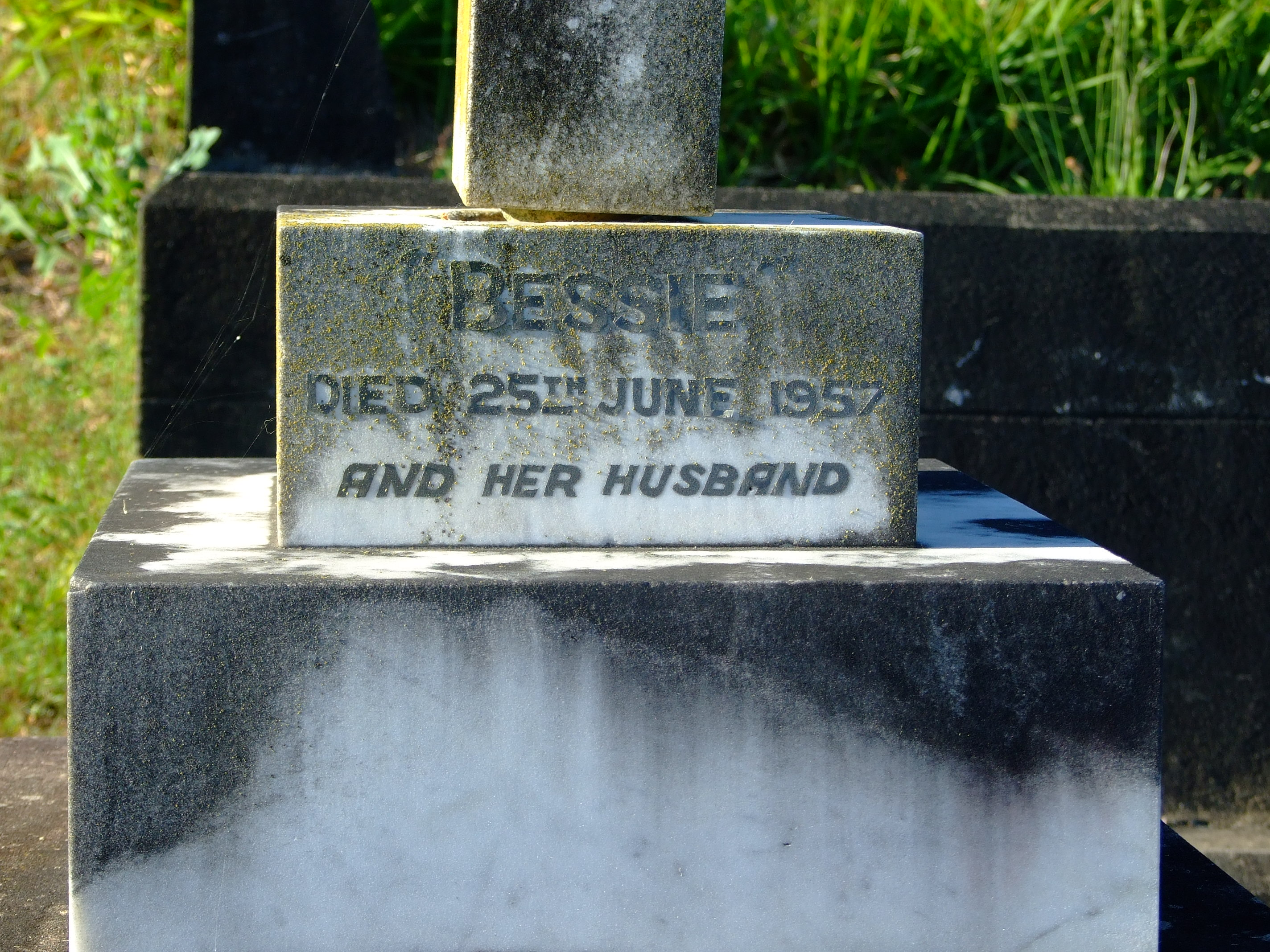
沃爾特·托馬斯·波利奧特的墓石

2008年8月31日，即開膛手傑克第一個受害者的120周年紀念日，在園內發現了據稱是開膛手傑克的墳。根據當地歷史學家研究，疑似傑克的沃爾特·托馬斯·波利奧特（Walter Thomas Porriott）在倫敦白教堂連環兇殺案之後便移民到了澳大利亞，而此人聲名狼藉，且曾娶過至少20位妻子，最後一任妻子為伊莉莎·貝西（Eliza Bessie）。他的墓碑上只刻著：“Bessie - Died 25th June 1957 - And her Husband”（貝西-死於1957年6月25日-和她的丈夫）

### 軍人墓
該墓地埋葬著270位第一次世界大戰和117位第二次世界大戰中犧牲的英聯邦參戰人員，以及兩名後來葬在此地的荷蘭皇家海軍海員。